# Adiantum tomentosum
Adiantum tomentosum là một loài thực vật có mạch trong họ Adiantaceae. Loài này được Klotzsch miêu tả khoa học đầu tiên năm 1844.